# Conakry
Conakry (også Konakry) er hovedstad i den vestafrikanske republik Guinea. Der er 1.667.864(2014) indbyggere. Byen er havneby.